# Excalibur (automerk)

Excalibur

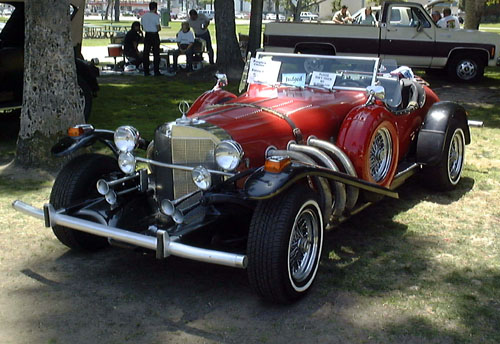
Excalibur Serie II roadster

De Excalibur is een zogenaamde neoklassiek automodel.
Hij werd vervaardigd in Milwaukee, Wisconsin door Brooks Stevens en is gebaseerd op de Mercedes-Benz SS uit 1928. Het eerste prototype werd vertoond in 1963. De carrosserie was gemonteerd op een Studebaker chassis, aangedreven door een 5362 cc 290Pk V8 Chevroletmotor.
Toen Chevrolet/Studebaker stopte met de 289 V-8 kwamen twee vrienden bij General Motors, Ed Cole en "Bunkie" Knudsen, overeen om Brooks Stevens te voorzien van de Chevrolet 327s 300Pk sterke Corvette-tune motor, en zo werd de ruim 950 kg zware Excalibur een waar race-monster. Met de standaard 3.31:1 achter-as, accelereerde hij van 0 naar 100 km/uur in minder dan 5 seconden. topsnelheid was 250km/uur